# 萬花筒 (美國電視劇)
《萬花筒》（英語：Kaleidoscope）是一部2023年美國搶劫電視劇，由艾利克·加西亞原創和編劇，故事講述職業大盜李奥·柏比（吉安卡洛·伊坡托 飾）與其團伙策劃的一宗大劫案，但受到背叛、貪婪和其他外在因素威脅而暗藏危機。
該劇於2023年1月在Netflix上首播，共八集，每集以一種顏色命名，附加一支解説影片〈黑〉，說明每集是在不同的時間點和角度發生，觀眾可以自由選擇觀看次序來獲得不同的觀影體驗，唯獨〈白〉在理想情況下是應該放在最後作為大結局觀看。

## 劇情背景
《萬花筒》的故事環繞一宗70億元的械劫案展開，時間線橫跨25年。編劇加西亞曾在訪問中提到劇中的劫案是根據2012年颶風珊迪吹襲期間的存管信託公司劫案改編。

## 演員與角色

### 主演
- 吉安卡洛·伊坡托 飾演 李奥·柏比（Leo Pap）：本名雷·維能（Ray Vernon），職業大盜，為人機智、好勝，擅長機械操作，但目前因柏金遜症導致身體機能受損，七十億劫案團伙的主腦[5]。
- 盧夫斯·塞維爾 飾演 羅傑·薩拉斯（Roger Salas）：本名葛咸·戴維斯（Graham Davies），李奥24年前的犯罪夥伴和摯友，現以假身份成立了為富商管理財產的高檔保全公司SLS，為人大膽、敢於賭博，擅長操控他人[5]。
- 帕兹·維嘉 飾演 艾娃·默瑟（Ava Mercer）：律師，阿根廷難民，團伙的武器專家，為人堅強硬朗，對人忠心但缺乏道德感[5]。
- 洛莎琳·艾爾貝 飾演 裘蒂·斯特拉（Judy Strauss）：史丹的前女友，鮑柏的妻子，極具天賦的化學家，團伙的爆破專家，為人硬朗、獨立，同時帶點古怪[6]。
- 傑·寇特尼 飾演 鮑柏·古德温（Bob Goodwin）：裘蒂的丈夫，團伙的鎖匠，為人暴躁無禮，控制慾強，團隊的內在威脅[6]。
- 塔蒂·嘉布莉兒 飾演 漢娜·金（Hannah Kim）：李奥的女兒，現為SLS副總裁兼數位安全部主管，團伙安插在薩拉斯身邊的內應[5]。
- 彼得·馬克·坎德爾（英语：Peter Mark Kendall） 飾演 史丹·路密斯（Stan Loomis）：裘蒂的前男友，李奥的囚友，曾因走私入獄，團伙的物資採購人，為人熱情、浪漫，對生命抱持希望[5]。

### 常設
- 喬丹·門多薩（Jordan Mendoza） 飾演 RJ·柯斯特（RJ Costa）：團伙的逃逸司機（英语：Getaway driver），為人孤僻且難以相處，但待人真誠[7]。
- 尼奧沙·努爾（英语：Niousha Noor） 飾演 娜森·阿巴西（Nazan Abbasi）：FBI探員，多年來一直緊咬著李奥和艾娃，充滿熱情但多愁善感[6]。
- 哈姆基·馬戴拉 飾演 卡洛斯·蘇喬（Carlos Sujo）：薩拉斯的私人助理兼左右手[5]。
- 孫秀珍 飾演 莉兹·金（Liz Kim）：漢娜的繼妹兼室友[5]。
- 約翰·漢斯·泰斯特（John Hans Tester） 飾演 史蒂方提勒（Stefan Thiele）：富有的瑞士銀行家，薩拉斯的主要客戶之一[8]。
- 布巴·維勒（Bubba Weiler） 飾演 山姆·托比（Samuel Toby）：FBI探員，阿巴西的拍檔和戀愛對象[5]。

### 客串
- 帕奇·達拉（Patch Darragh） 飾演 安德魯·考文頓（Andrew Covington）：前SLS副總裁，被漢娜陷害趕走[9]。
- 馬克斯·凱塞拉和克雷格·獲加（Craig Walker） 飾演 塔科和森遜（Taco and Samson）：受僱於鮑柏的殺手[9]。
- 史黛絲·奧里斯塔諾（英语：Stacey Oristano） 飾演 芭芭拉（Barbara）：史丹的妻子[8]。
- 羅賓·李（英语：Robinne Lee） 飾演 莉莉·維能（Lily Vernon）：雷的妻子[9]。

## 集數
| 標題 | 譯名               | 導演            | 編劇                                 | 上線日期     |
| --- | ------------------ | --------------- | ------------------------------------ | ------------ |
| | 黃：劫案的六星期前 | 埃弗拉多·高特   | 艾利克·加西亞                        | 2023年1月1日 |
| 漢娜潛入敵對公司的保險庫盜取金條，吸引合稱「三巨頭」的富有銀行家轉用SLS保管債券。現已更名為李奥的雷與史丹找上裘蒂和鮑伯，招攬二人參與一宗七十億的劫案。艾娃隨後亦主動加入，並與李奥一同招攬修車技工RJ。漢娜向繼妹金透露自己懷孕的消息。剛成立的劫匪團伙計劃搶劫「三巨頭」的債券，並為了籌集資金打算先前去劫掠珠寶店。過程中鮑柏因為貪心而耽誤了逃跑時機，被保安開槍射傷右手（後揭示其右手神經嚴重損壞，要改練左手開鎖），幸得艾娃折返營救，並開槍還擊。漢娜陷害了上司安德魯，取代了其成為副總裁。她遂將消息告知父親，而李奥開始籌劃劫案。 |                    |                 |                                      |              |
| | 綠：劫案的七年前   | 勞勃·湯森德     | 埃文·恩迪科特（Evan Endicott）、喬什·斯托達德（Josh Stoddard） | 2023年1月1日 |
| 雷在獄中給漢娜寫信並為囚友史丹把肥皂雕刻成蝴蝶狀。裘蒂將用毒品製成的棒棒糖和SIM卡偷運到監獄內，讓男友史丹可以在獄中向各幫派出售以保安全。雷發現自己患上了柏金遜症，萌生了越獄的念頭。史丹將蝴蝶肥皂送給裘蒂，但裘蒂卻告知他自己失去了SIM卡的貨源。害怕因無法出貨而被折磨的史丹打算跟雷一同逃跑，但在越獄時出了意外，史丹犧牲自己引開注意，製造空檔讓雷逃走。雷在獄外先後與艾娃和女兒漢娜重聚，但漢娜堅拒原諒他，雷在跟蹤她時又意外發現她的老闆是一個名為羅傑·薩拉斯的男人。同時，FBI探員阿巴面一直緊咬著他不放，更開始懷疑並盤問艾娃。雷只好偽造死亡，並用艾娃提供給他的假身份——李奥·柏比來繼續生活。漢娜隨後讀到雷給他的信，向她再度道歉，並告知她羅傑並不是像她想像一般友好。 |                    |                 |                                      |              |
| | 藍：劫案的五日前   | 埃弗拉多·高特   | 加勒特·萊納                          | 2023年1月1日 |
| 李奥將劫案分成七個步驟，當中包括用一輛由RJ改裝成SLS運鈔車的貨車偷偷駛進SLS總部。雷潛入羅傑家中，在他的隱藏眼鏡上加上鹼性液體，並取得其指紋。「三巨頭」告訴薩拉斯他們要從保險庫取走債券。 羅傑收到一封勒索信，要求他給予四百萬封口費，否則便將他的真實身份公諸於世。SLS的工程師意外發現多年前漢娜偷偷植入的後門程式，漢娜雖以版本過舊而出現故障為由推搪過去，但該漏洞即被堵塞。羅傑的眼睛出現不適，史丹佯裝成眼科醫生，在為他檢查時掃描其眼睛。同時，羅傑懷疑前副總裁安德魯是勒索者，並委派得力助手卡洛斯將其殺害。李奧在桑拿浴室遇見羅傑，一度想將其殺死，但最終放棄。他隨後想到能利用即將到來的雙重風暴取代後門程式破壞安全系統，並向眾人宣佈劫案正式開始。 |                    |                 |                                      |              |
| | 橙：劫案的三星期前 | 梅爾西·阿爾馬斯 | 凱特·巴諾                            | 2023年1月1日 |
| FBI探員阿巴西出席一個戒毒互助會，後著手調整珠寶失竊案。鑑證科從現場的彈殼上找到艾娃的指紋。同時，艾娃與鮑伯將贓物易手，並租下與SLS位於同一大樓的一個單位。團伙透過電網、水管和透風管道的設計模擬出大廈的平面圖，並找到保險庫的確實位置。FBI隨後拘捕並盤問艾娃，但一無所獲。阿巴西向移民局舉報對艾娃兒如同親人一般的保姆為非法入境者，並以此要脅艾娃當內應。艾娃答應，並與保姆團聚。阿巴西和拍檔托比在慶功時親吻。艾娃獨自一人痛哭，隨後回到據點與團伙會面。 |                    |                 |                                      |              |
| | 紫：劫案的24年前   | 勞勃·湯森德     | 寧·周（Ning Zhou）                            | 2023年1月1日 |
| 在拍檔葛咸（羅傑·薩拉斯）的幫助下，雷成功從白人富翁的家劫走大量財物。雷隨後打算金盆洗手，多花時間陪伴妻女，並開設了一家五金店。八個月後，葛咸前來探望其，並邀請他復出。同時，在俱樂部工作的雷妻子卻遭到客人和上司歧視，被公開羞辱和辭退。為妻子抱打不平的雷打算報復該俱樂部，與葛咸一同盜取存放在俱樂部的珠寶首飾，包括一條名貴的紫蘭花頸鍊。然而過程中出了差錯，葛咸為了掩護雷而在地牢縱火，但火勢迅速蔓延，令臨時當替工的雷妻子被困於火場內。雷和葛咸分頭折返火場，二人同時經過雷妻子身處的房間，但雷那一端的門被雜物堵住，他大聲向身處對面走廊的葛咸呼救，但聽到警笛聲的葛咸轉身逃走，留下傷心欲絕的雷看著妻子葬身火海。 |                    |                 |                                      |              |
| | 紅：劫案的翌日早上 | 拉塞爾·法恩     | 艾利克·加西亞                        | 2023年1月1日 |
| 眾人出現在快艇上，雷在開場旁白中表示自己也不知道計劃是在何時出了差錯。裘蒂指出FBI在他們觸發警報前已經出現，懷疑團伙中有內鬼。羅傑拒絕阿巴西進入SLS調查，並派人點算損失，意外在保險庫裡發現史丹遺留的眼鏡。羅傑認得該眼鏡的主人曾冒充眼科醫生，遂派卡洛斯前去殺害史丹的妻子和母親，並利用史丹妻手機上的GPS功能追蹤其。艾娃駕駛貨車回到據點，卻發現債券已被調包。李奥、史丹、裘蒂和艾娃開始爭執和互相指控，但被卡洛斯率領的殺手小隊打斷。團伙最終用計反殺卡洛斯等人。阿巴西向羅傑展示搜查令，並要求羅傑打開他的私人保險庫，羅傑不虞有詐，在打開後卻發現失竊多年的紫蘭花頸鍊。 |                    |                 |                                      |              |
| | 粉：劫案的六個月後 | 梅爾西·阿爾馬斯 | 卡倫·伊根                            | 2023年1月1日 |
| 阿巴西向下屬展示所有有關劫案的線索。羅傑被判囚二十年，正在服刊。李奥與艾娃一同於俄亥俄州居住，他已經因柏金遜症而無法正常生活。鮑柏到監獄跟羅傑見面，邀請他一同參與復仇計劃，並揭示他因頸喉受傷已經無法說話。羅傑願意為他提供資金，但要求他殺害李奥。鮑柏招募了兩名殺手，殺害了為艾娃接贓的中間人，並迫問出艾娃的地址。史丹和裘蒂為了籌錢出國，幹起了賣假酒的小騙局，隨後史丹又打算典當珠寶失竊案中的贓物，卻被職員認出報警。鮑柏與殺手找到李奥和艾娃，拿了他們手上僅有的錢，並迫問出史丹和裘蒂的所在地。李奥和艾娃在鮑柏離開後試圖反抗，但過程中艾娃和保姆均被殺手槍殺。鮑柏抵達李奥和艾娃身處的南加州，但監聽李奥手機的FBI先一步抵達，並在海灘上將鮑柏擊斃，而李奥和艾娃開始浪跡天涯。李奥隨即返回紐約，先與漢娜和孫女會面，並到監獄與羅傑對質。 阿巴西被殺手用毒針在大街上暗殺，托比傷心地為她清理辦公室。李奥亦在行人隧道內被一名蒙面男子槍殺，並在最後揭示該男子為羅傑的兒子。 |                    |                 |                                      |              |
| | 白：劫案           | 拉塞爾·法恩     | 艾利克·加西亞                        | 2023年1月1日 |
| 團伙透過預先準備的模具解鎖和利用蜜蜂干擾生態探測器，成功進入地下保險庫。艾娃刻意誤導FBI到大樓內，卻被阿巴西意外發現並破壞通訊干擾器，驚動到羅傑。團伙透過升降機運送債券，但中途經過郵件室時被漢娜和金用卡紙調包。鮑柏背叛眾人，試圖將他們反鎖在保險庫內，並要求留在大堂搬運的裘蒂與他一同捲款而逃。RJ發現眾人沒有跟上而與鮑柏發生衝突，並遭誤以為他要傷害鮑柏的裘蒂射殺。史丹目睹二人棄屍，鮑柏遂追殺其，但被內疚的裘蒂勒頸，表面上窒息死亡。艾娃開走裝有債券的貨車，但被追來的阿巴西射傷。未死透的鮑柏施展氣管切開術自救，漢娜亦救下險被卡洛斯射殺的李奥，並向父親揭露自己已將債券調包，以保護父親免被「三巨頭」追究。最後，李奥在羅傑的私人保險庫中留下24年前盜取的紫蘭花頸鍊。 |                    |                 |                                      |              |

## 製作

### 開發
2021年9月16日，Netflix宣佈製作一部八集電視劇，暫定名稱為《拼圖》（Jigsaw），由艾利克·加西亞擔任創作人，編劇和執行製片人，而其他執行製片人包括雷利·史考特、大衛·W·祖克、喬丹·希恩（Jordan Sheehan）、弗雷德·伯傑、布萊恩·卡瓦諾-瓊斯（Brian Kavanaugh-Jones）、賈斯汀·利維（Justin Levy）和拉塞爾·法恩（Russell Fine），並由斯科特自由製作和自動娛樂（Automatik Entertainment）發行。隨後，Netflix亦宣佈埃弗拉多·高特（Everado Gout）和梅爾西·阿爾馬斯將各執導兩集，而勞勃·湯森德將執導多於一集。《萬花筒》每集的故事線設定在不同的時間點，並非線性進行，以便觀眾選擇不同集數開始觀看。
該劇採用非線性觀影次序的想法是由主創人艾利克·加西亞於2014年一次與朋友聊天時無意中想到，他認為當今的所有影視作品都採用同一種敍事模式，因此希望能創作一部沒有既定觀影順序的劇集。後來，加西亞在網上看到關於2012年颶風珊迪吹襲期間發生的存管信託公司劫案，對械劫案產生興趣，並萌生製作一部搶劫片的想法。他在與弗雷德·伯傑、雷利·史考特、喬丹·希恩和大衛·祖克創作劇本時提出將兩個點子合二為一，並獲得其他人的支持。他們認為以這種敍事方式一方面能讓劇集更易切換主視角，同時亦能讓觀眾從不同的視角看待故事，明白眾角色的性格和動機，並在透過不同的觀影體驗產生不同觀點。加西亞原本計劃將最早的劇情背景設定於他成長的1980年代，但最終因演員年齡對不上而改為90年代。由於劇情橫跨約二十年，因此劇組以後製特效讓伊坡托和塞維爾等演員顯得更年輕。他在創作時參考了其他採用非線性故事線的電影，包括昆汀·塔倫提諾的《黑色追緝令》和克里斯多福·諾蘭的《記憶拼圖》，以及《警匪大決戰》等其他經典搶劫片。撰寫劇本時，創作團隊在編劇室中為每集架設一塊大白板，編劇先把每集當時一部獨立劇集的試播集，在上面寫上各種互不相干的點子，隨後在將整個故事串連在一起。各集編劇亦在每集加入背景描述，確保觀眾不論點開每一集都能迅速了解故事劇情。創作團隊最先編寫的分集是〈黃〉，繼而是〈紅〉。加西亞提到整部劇集實際上是以羅傑·薩拉斯為中心延伸，因他在每一集的定位都是反派，不過編劇仍在〈紫〉、〈藍〉和〈黃〉三集加入他的背景故事，讓觀眾更能同情他；〈粉〉一集的部份劇情亦是為另一位反派鮑柏·古德温的角色營塑而加插。加西亞指該劇的暫定名稱《拼圖》則是取自《奪魂鋸系列》中的「拼圖殺人狂」；該劇以顏色來命名集數是因為顏色是中性的形容詞，與劇情無關，避免觀眾對劇集標題先入為主；而最後劇集名稱改為《萬花筒》則是因為分集使用了顏色來命名。

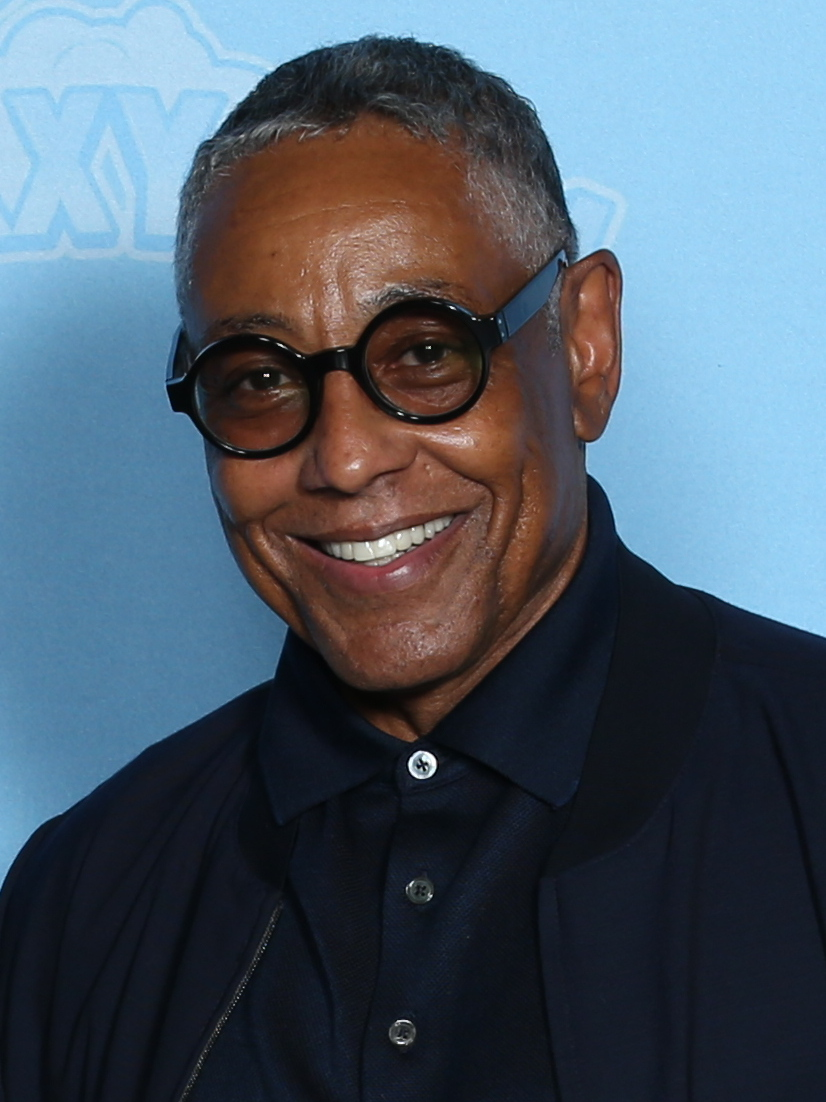
飾演主角李奧·柏比的吉安卡洛·伊坡托

### 選角
《萬花筒》的主要演出陣容在2021年9月Netflix發放有關該劇的製作消息時一併宣佈，確認吉安卡洛·伊坡托、盧夫斯·塞維爾、帕兹·維嘉、洛莎琳·艾爾貝、傑·寇特尼、塔蒂·嘉布莉兒、彼得·馬克·坎德爾、尼奧沙·努爾和喬丹·門多薩（Jordan Mendoza）宣佈參演。2022年11月，孫秀珍和哈姆基·馬戴拉宣佈加入演員陣容。除了伊坡托外，劇中所有演員在拍攝前均沒有被告知該劇會採用非線性故事線，而伊坡托指他接拍的原因正是被該劇的特殊敍事方式吸引，且認為是對他演技的一大考驗。

### 拍攝
該劇的主體拍攝於2021年9月1日在由Netflix新建、位處布魯克林區布希維克的電視攝影棚開始，後亦在曼哈頓和布魯克林布希維克等地拍攝，取景地點包括自由街28號。劇組同年11月完成在紐約的拍攝，並在翌年1月移師到沙福郡取景。該劇於2022年3月16日殺青。

## 發行
《萬花筒》在2022年11月正式公佈片名，並在2023年1月1日在串流影視平台Netflix首播。全劇共分為8集，每集發生的時間點不一，並各以一種顏色命名，對應在每集出現的主要元素。《萬花筒》在上映三天後便登上了Netflix觀影榜榜首，取代了已經禪聯榜首六週的《星期三》。

## 評價與反響
《萬花筒》的評價褒貶不一。爛蕃茄根據25條評論，持有52%的新鮮度，平均得分為5.9／10。該網站的普遍評價為「該劇的互動式敘事方式雖提供了一些能引人注意的新奇之處，但其故事主線卻只是令人失望的爛大街劇情」。Metacritic則根據14則評論，給予59／100的分數，評價褒貶不一。IGN影評人塔拉·貝內特（Tara Bennett）則給予劇集7／10，指「該劇的劇情雖然沒有如其演繹方式般新奇，但仍是值得一看的新嘗試」；《好萊塢報導》的安吉·韓（Angie Han）則讚揚該作的劇情和轉折鋪排，使觀眾不論選擇如何觀看都充滿神秘感，且能從角色現今和過往的經歷中形塑出對比和立體感，令觀眾不知道誰忠誰奸。

### 觀影次序
《萬花筒》每集都是講述在不同的時間點和角度發生的故事，觀眾可以自由選擇觀看次序來獲得不同的觀影體驗，Netflix官方強調劇集並沒有正確或最佳的觀看順序，但建議在理想情況下〈白〉應放在最後作為大結局觀賞。若果將〈白〉放在最後，並自由選擇前面七集的排列次序，該劇將會產生5,040（7!）種不同排列次序；若不跟隨建議，將〈白〉放在任意位置，則更會產生40,320（8!）種不同結果。
網上在首播後出現不少有關《萬花筒》觀影次序的討論。較多網民討論的包括Netflix官方集數列表的預設排序「黃、綠、藍、橙、紫、紅、粉、白」，以及按時間線排序的「紫、綠、黃、橙、藍、白、紅、粉」。Netflix官方亦提供了數個推薦排序，包括偏向昆頓·塔倫天奴黑色幽默犯罪片風格的「藍、綠、黃、橙、紫、粉、白、紅」、偏向偵探推理風格的「橙、綠、紫、紅、黃、藍、白、粉」和按彩虹顏色順序觀看的「紅、橙、黃、綠、藍、紫、粉、白」。除了上述版本，不少網民亦有提及倒序排列的「白、粉、紫、藍、綠、黃、橙、紅」。此外，《The Escapist》影評人馬修·拉薩克（Matthew Razak）推薦「黃、綠、橙、藍、紫、紅、粉、白」，他認為這個排序最能夠建設世界觀和營造緊張氣氛，並刺激地一步一步解開謎團。《Downtime Bros》的山姆·夏比（Sam Harby）建議「紅、綠、黃、紫、橙、藍、粉、白」，他認為此排序最符合邏輯性，避免看到一些本應在後來才發生的重要轉折令觀影時造成混亂，更容易理解劇情。《Vulture (网站)》的基思·菲利普斯（Keith Phipps）則提出「黃、紫、橙、綠、藍、紅、粉、白」，他認為該順序能讓觀眾最快了解所有主要角色，但同時又能保留轉折和懸疑感。菲利普斯亦同時打趣地說，既然該劇集希望觀眾能有一個獨特的觀影體驗，那麼還可以直接跳掉〈白〉不看，僅透過側面描寫去了解和猜想究竟劫案當天發生了甚麼事，保留神秘感和想像空間。《Bustle》的格雷琴·斯邁爾（Gretchen Smail）亦有類似意見，她認為設定在六個月後的〈粉〉會影響觀影的連貫性，因此應獨立觀看甚或等到第二季推出後才觀賞，而餘下集數則可按「綠、黃、紫、橙、藍、紅、白」的次序排列，脈絡會較為清晰和連貫。

## 外部連結
- 互联网电影数据库（IMDb）上《萬花筒》的资料（英文）